# Farida Ouchani
Farida Ouchani (* 2. Oktober 1967 in Boulogne-Billancourt) ist eine französische Schauspielerin marokkanischer Herkunft.

## Leben
Farida Ouchani war als Sozialarbeiterin tätig und nahm ab 1998 an Theater-Workshops teil. Auch wirkte sie an einigen Kurzfilmen mit und wurde ab 2005 in einer Agentur aufgenommen. Sie spielte zahlreiche Nebenrollen in über 50 Produktionen, in der Fernseh-Komödie Tata Bakhta spielte sie 2012 die titelgebende Hauptfigur.

## Filmografie (Auswahl)
- 2006: Bled Number One
- 2006: Es begab sich aber zu der Zeit … (The Nativity Story)
- 2006: L’état de Grace (Miniserie, 6 Folgen)
- 2008: Die Klasse (Entre les murs)
- 2010: Fasten auf Italienisch (L’Italien)
- 2011: Haftbefehl – Im Zweifel gegen den Angeklagten (Présumé coupable)
- 2012: Tata Bakhta
- 2014–2015: Hôtel de la plage (Fernsehserie, 9 Folgen)
- 2015: Nur wir drei gemeinsam (Nous trois ou rien)
- 2018: Die Welt gehört dir (Le monde est à toi)
- 2019: Imam wider Willen (Ramdam)
- 2020: Eine Frau mit berauschenden Talenten (La daronne)
- 2021: Operation Portugal (Opération Portugal)
- 2021: Monsieur Claude und sein großes Fest (Qu’est-ce qu’on a tous fait au Bon Dieu?)
- 2021: Haute Couture – Die Schönheit der Geste (Haute Couture)
- 2022: Les miens